# John Julius Cooper
John Julius Cooper, anden Viscount af Norwich CVO (født 15. september 1929, død 1. juni 2018) var en engelsk historiker, rejsebeskriver og populær offentlig person kendt som John Julius Norwich.
Norwich var eneste barn af den konservative politiker og diplomat Duff Cooper og den feterede og smukke Lady Diana Cooper. Han var uddannet på Upper Canada College i Toronto ved Eton College og ved universitetet i Strasbourg. Han gjorde tjeneste i den britiske flåde, før han tog eksamen i fransk og russisk ved New College, Oxford. Derefter arbejdede han for det britiske udenrigsministerium i Jugoslavien og Libanon og som medlem af den britiske delegation ved nedrustningskonferencen i Geneve.
I 1964 forlod Norwich sin stilling i diplomatiet for at hellige sig skriveriet. Hans bedst kendte værker er to bøger om det normanniske Sicilien, The Normans in the South og The Kingdom in the Sun (senere genudsendt i en bog som The Normans in Sicily); Mount Athos med Reresby Sitwell); Sahara; A History of Venice; The Architecture of Southern England; Fifty Years of Glyndebourne; og A Taste for Travel.
Nyere værker er Byzantium: The Early Centuries, Byzantium: The Apogee og Byzantium: The Decline and Fall; A Short History of Byzantium; og humoristiske bøger, The Twelve Days of Christmas; Shakespeare's Kings; og Venice: A Traveller's Companion. Han har også fungeret som editor på bogserier så som Great Architecture of the World, The Italian World, The New Shell Guides to Great Britain, The Oxford Illustrated Encyclopaedia of Art og "Duff Cooper Diaries".
Norwich arbejdede bredt inden for radio og fjernsyn. I fire år var han vært ved det populære BBC radiokonkurrence program My Word!. Han skrev og præsenterede omkring 30 fjernsynsdokumentarer, herunder The Fall of Constantinople, Napoleon's Hundred Days, Cortés og Montezuma, The Antiquities of Turkey, The Gates of Asia, Maximilian of Mexico, Toussaint L'Ouverture of Haiti, The Knights of Malta og The Death of the Prince Imperial in the Zulu War.
Norwich arbejdede også for en række forskellige godgørende projekter. Han var formand for Venice in Peril fonden, medformand for World Monuments Fund og vicepræsident for National Association of Decorative and Fine Art Societies.

## Familie
Norwich første kone var Anne Frances May Clifford, datter af Hon. Sir Bede Edmund Hugh Clifford; sammen har de datteren, Artemis Cooper, som også er historiker, og sønnen Jason Charles Duff Bede Cooper. Efter en skilmisse giftede Norwich sig med Hon. Mary (Malkins) Philipps.
Norwich er også fader til Allegra Huston, som han fik efter et forhold til den amerikanske filminstruktør John Hustons tidligere kone, Enrica Soma Huston.